# 大石孫右衛門
大石 孫右衛門（おおいし まごえもん、1834年（天保5年） - 1903年（明治36年）12月2日）は、江戸時代後期の慈善家。肝煎として私財を投じ、現在の秋田県五城目町の河川改修工事や新道開削を手がけた。

## 経歴
出羽国秋田郡浅見内村（現在の秋田県五城目町浅見内）の松橋藤右衛門の四男として生まれる。幼名は得三郎。21歳で下山内村（現在の五城目町富津内）の大石家の養子となり、同家の当主が代々名乗っている孫右衛門の名を継いだ。大石家は代々下山内村の肝煎を務めてきた家柄で、孫右衛門も肝煎になった。
当時、村内を流れていた富津内川は蛇行が激しく、大雨が降るたびに洪水の被害を繰り返していた。いくたびか改修工事は行われていたが成果は上がっていなかった。肝煎になった孫右衛門は、周囲の反対を押し切って改めて私財を投じて改修工事に着手。1860年（万延元年）ころに着工して、完成が1873年（明治6年）という難工事であった。富津内川流路の直線化に併せて、旧河川跡を利用し、50haの開田も行った。
孫右衛門は村内に900mあまりの新道も開削している。この工事にも私財が投じられている。また、これらの工事には貧民を働かせ、貧民救済の意味合いも持たせた。
時代の移り変わりとともに村の代表者の名称も変わり、孫右衛門は、肝煎から惣代、戸長と肩書を変え、1889年（明治22年）に富津内村が発足してからは初代の村長にもなっている。号を月斎とする俳人でもあった。